# Mario i czarodziej
Mario i Czarodziej (Mario und der Zauberer) – napisane w 1929 i opublikowane w 1930 opowiadanie Tomasza Manna. Jest ono jednym z najbardziej otwarcie politycznych dzieł pisarza. Zostało stworzone w epoce rozwijających się systemów faszystowskich i autorytarnych (Mussolini we Włoszech, Stalin w Rosji, Hitler w Niemczech) i stanowi ostrzeżenie przed biernością i bezwiednemu poddawaniu się charyzmatycznym, ale niebezpiecznym postaciom dyktatorów-faszystów.

## Treść opowiadania
Treść opowiadania stanowią wspomnienia mężczyzny dotyczące letniego pobytu jego rodziny we włoskim miasteczku Torre di Venere. Rodzina miała tam zamiar spędzić spokojny, relaksujący urlop, okazało się jednak, że uniemożliwia im to obecność głośnej, prostej i nieprzychylnie nastawionej do cudzoziemców włoskiej klasy średniej. Rodzina poddawana jest kolejnym bezpodstawnym szykanom - w restauracji hotelu Grand, w którym mieszkają, zabrania im się zajęcia miejsca na jasno oświetlonej werandzie, twierdząc, że "miejsca te są zarezerwowane dla włoskich gości". Ostatecznie rodzina zostaje zmuszona do wyprowadzenia się z hotelu, jako że jedna z włoskich dam uskarża się na kaszel syna narratora. Wprowadzają się do pensjonatu Eleonora, który jest prowadzony przez panią Angiolieri, której dawną przyjaciółką była słynna włoska aktorka Eleonora Duse. Mimo iż warunki w pensjonacie są bardzo dobre, a jego właścicielka bardziej przyjazna, rodzina nie odczuwa wakacyjnej radości i odprężenia. Pojawiają się kolejne przejawy dyskryminacji, m.in. nieprzyjemny incydent na plaży.
Pewnego dnia w mieście pojawia się tajemniczy czarodziej i iluzjonista – Cavaliere Cipolla. Namówieni przez dzieci rodzice udają się na pokaz jego sztuczek, gdzie spotykają też innych mieszkańców miasteczka i stosunkowo licznych cudzoziemców. Iluzjonista pojawia się bardzo spóźniony, wchodzi na scenę nietypowo ubrany, przynosząc z sobą pejcz, butelkę koniaku i paczkę papierosów. Jest już niemłody, po chwili widzowie zauważają, że ma na plecach pokaźny garb. Wdaje się w kłótnie z młodym chłopakiem. Wyraźnie przemawia przez niego zazdrość o młodość i znakomitą formę fizyczną młodzieńca. Następnie zaczyna prezentować kolejne sztuczki. Szybko okazuje się jednak, że jest on nie tyle czarodziejem, co znakomitym hipnotyzerem. Kolejne pokazy mają na celu opanowanie i złamanie woli widzów. Cipolla zmusza ich do opowiadania różnych historii, do tańczenia, jest też w stanie sparaliżować ich ruchy. Jednemu z widzów wmawia, że jest ławką, a następnie na nim siada. Na nic zdaje się początkowa antypatia i opór publiczności – Cipolla powoli opanowuje umysły i wolę kolejnych osób. Twierdzi przy tym, że istnieje wola i istnieje wolność, ale nie istnieje wolna wola. Podczas przeprowadzania seansów hipnotycznych nie rozstaje się ze swoim pejczem i butelką alkoholu.
Narrator wielokrotnie wyraża swój żal, że nie opuścił wcześniej tego strasznego przedstawienia i że pozwolił, by oglądały je jego dzieci. Przyznaje jednak, że powodowała nim ciekawość i niezdrowe zafascynowanie przedstawieniem.
W finale opowiadania Cipolla prosi na scenę kelnera Mario. Rodzina zna chłopca, gdyż wielokrotnie ich wcześniej obsługiwał. Hipnotyzer dowiaduje się od niego, że chłopiec jest zakochany w Silvestrze, młodej dziewczynie. Opanowując jego umysł i wolę wmawia mu, że oto stoi przed nim jego wybranka i zachęca do pocałunku. Cipolla podszywa się pod Silvestrę tak znakomicie, że Mario ulega i go całuje. Gdy budzi się z transu i zdaje sobie sprawę z tego, co się stało, zbiega ze sceny, chwyta przyniesiony ze sobą rewolwer i zabija Cipollę. Morderstwo, mimo iż szokujące, zostaje odebrane przez publiczność nie jako tragedia, ale jako uwolnienie.

## Wymowa utworu
Mimo iż interpretacja ta nigdy nie została jednoznacznie potwierdzona przez autora, zakończenie opowiadania można odbierać jako namowę do walki z dyktaturą, nawet za pomocą najbardziej drastycznych środków. Znamienne jest również to, że morderstwo zostaje dokonane przez osobę prostą i dobroduszną.
Cipolla symbolizuje dyktatorów, będących w stanie panować nad umysłami i skłonić do swoich zbrodniczych idei rzesze ludzi, przekonanych o własnej wolnej woli. 
Przede wszystkim jednak opowiadanie Mario i czarodziej stanowi doskonały i wnikliwy opis faszystowskiej rzeczywistości.